# Spinotarsus swartkopensis
Spinotarsus swartkopensis är en mångfotingart som beskrevs av Kraus 1966. Spinotarsus swartkopensis ingår i släktet Spinotarsus och familjen Odontopygidae. Inga underarter finns listade i Catalogue of Life.